# Disperis raiilabris
Disperis raiilabris är en orkidéart som beskrevs av Victor Samuel Summerhayes. Disperis raiilabris ingår i släktet Disperis och familjen orkidéer. Inga underarter finns listade i Catalogue of Life.